# Дженніфер Даудна
Дже́нніфер Да́удна (англ. Jennifer Anne Doudna; нар. 1964, Вашингтон, США) — американська біохімік, лауреатка Нобелівської премії з хімії 2020 року (з Емманюель Шарпантьє) за розвиток методу редагування генома. Працює у структурній біології та біохімії.

## Кар'єра
В 1985 році здобула ступінь бакалавра. В 1989 році присуджено ступінь доктора філософії в Гарвардському університеті. З 2002 року працює в Каліфорнійському університеті в Берклі. Здобула популярність як дослідник РНК-інтерференції та CRISPR. Дослідження Cas9 проводила разом з Емманюель Шарпантьє.

## Визнання та нагороди
- 1999: Премія Вільяма Бейкера за ініціативи в дослідженні[en][11]
- 2000: Премія Алана Вотермана[en][12]
- 2001: Премія Елай Ліллі з біохімії[en]
- 2002: Член Національної Академії Наук США[13]
- 2003: Член Американської академії мистецтв і наук[14]
- 2013: Премія Ганса Нейрата за дослідження проблем суспільства
- 2014: Премія Поля Джанссена за біомедичне дослідження[en] (спільно з Еммануель Шарпентьє)[15]
- 2014: Премія Габбай[en] (спільно з Фен Чжан та Еммануель Шарпентьє)[16]
- 2014: Премія Лур'є в галузі біомедичних наук[en]
- 2015: Премія за прорив у науках про життя
- 2015: Премія Грубера у генетиці[en] (спільно з Еммануель Шарпентьє)
- 2015: Премія принцеси Астурійської (спільно з Еммануель Шарпентьє)
- 2015: Massry-Preis[de] (спільно з Філип Хорват та Еммануель Шарпентьє)
- 2016: Премія л'Ореаль — ЮНЕСКО «Для жінок у науці»[17]
- 2016: Премія Пауля Ерліха та Людвига Дармштедтера[en] (спільно з Еммануель Шарпентьє)[18]
- 2016: Премія Фонду Воррена Альперта[en]
- 2016: Міжнародна премія Гайрднера
- 2016: HFSP Nakasone Award[de] (спільно з Еммануель Шарпентьє)
- 2016: Іноземний член Лондонського королівського товариства
- 2016: Премія Гейнекен у галузі біохімії та біофізики[de]
- 2016: Премія Діксона з медицини[de]
- 2016: Премія Тан за біофармацевтичні дослідження (спільно з Фен Чжан та Еммануель Шарпентьє)[19]
- 2017: Премія Японії (спільно з Еммануель Шарпентьє)[20]
- 2017: Медаль Ф.А. Коттона[21]
- 2017: Премія медичного центру Олбані[en] (спільно з Еммануель Шарпентьє, Лучано Марраффіні, Франсіско Мохіка та Фен Чжан)[22]
- 2017: Премія Карла Сагана з популяризації науки[en][23]
- 2018: Премія Діксона з науки[24]
- 2018: Круніанські лекції[en] Лондонського королівського товариства[25]
- 2018: Премія Національної Академії Наук з хімії[en]
- 2018: Премія Кавлі (разом з Еммануель Шарпентьє та Віргініюс Шикшніс)[26]
- 2018: Pearl Meister Greengard Prize[en][27]
- 2018: Fiat Lux Faculty Award, Cal Alumni Association
- 2018: Lila Gruber Memorial Cancer Research Award, Американська академія дерматології[en]
- 2018: Медаль Пошани (спільно з Еммануель Шарпентьє, Харис Енг[en] і Майкл Тун[en]) Американське онкологічне товариство[en].[28]
- 2018: Премія Гарві (спільно з Еммануель Шарпентьє та Фен Чжан).[29]
- 2019: Lui Che Woo Prize[en]
- 2019: Премія Ніренберга, Scripps Institution of Oceanography[en][30].
- 2020: Премія Вольфа з медицини (спільно з Еммануель Шарпентьє)[31]
- 2020: Нобелівська премія з хімії (спільно з Еммануель Шарпентьє)[32].

## Книги
- Jennifer A. Doudna and Samuel H. Sternberg. A Crack in Creation: Gene Editing and the Unthinkable Power to Control Evolution. Houghton Mifflin Harcourt, 2017.
- Дженніфер Дудна, Семюель Стернберг. Зламати ДНК. Редагування генома та контроль над еволюцією = A Crack in Creation: Gene Editing and the Unthinkable Power to Control Evolution. — К. : Наш формат, 2019. — 296 с.